# Partia Ludowo-Demokratyczna (Ukraina)
Partia Ludowo-Demokratyczna (ukr. Народно-демократична партія, NDP) – ukraińska partia polityczna określająca się jako socjalliberalna.

## Historia
Partia powstała w 1996 z połączenia kilku ugrupowań, na jej czele stanął Anatolij Matwijenko. Rok później przy wsparciu ze strony Łeonida Kuczmy jeden z jej liderów, Wałerij Pustowojtenko, objął stanowisko premiera, a NDP stała się faktyczną, odgórnie tworzoną partią władzy.
W wyborach do Rady Najwyższej w 1998 partia uzyskała zaledwie 5,01% głosów i łącznie 23 mandaty w 450-osobowym parlamencie, ostatecznie jednak do frakcji weszło blisko 90 deputowanych, co pozwoliło zachować dominujący wpływ na kształt rządu. W połowie 1999 Anatolij Matwijenko sprzeciwił się decyzji partyjnej większości, która zdecydowała się poprzeć ubiegającego się o reelekcję Łeonida Kuczmę. W rezultacie dotychczasowy lider ze swoimi stronnikami opuścił partię, a nowym przewodniczącym NDP został Wałerij Pustowojtenko.
Od 2000 rola stronnictwa zaczęła ulegać stopniowej marginalizacji. Przystąpienie do koalicji Za Jedyną Ukrainę przyniosło w wyborach w 2002 około 20 mandatów. W wyborach prezydenckich w 2004 ugrupowanie wsparło Wiktora Janukowycza. Sprzeciwiła się temu część działaczy (z posłem Serhijem Szewczukiem na czele) opowiadających się za Wiktorem Juszczenką (także byłym działaczu NDP). Partia uległa całkowitemu rozpadowi, tracąc większość deputowanych.
W 2006 na czele ugrupowania stanęła posłanka Ludmyła Suprun. Zainicjowany przez nią komitet wyborczy Blok NDP (powstały przy wsparciu kilku kanapowych ugrupowań) uzyskał w wyborach parlamentarnych zaledwie 0,49% głosów. Rok później NDP w ramach nowej koalicji (również z niewielkimi partiami) ponownie nie przekroczyła wyborczego progu.
Do Partii Ludowo-Demokratycznej w różnych okresach należał szereg ukraińskich polityków, m.in. Wałerij Pustowojtenko, Anatolij Kinach, Wiktor Juszczenko, Roman Bezsmertny, Mykoła Martynenko, Iwan Pluszcz, Mychajło Syrota czy Anatolij Tołstouchow.